# توره دی سانتا ماریا
توره دی سانتا ماریا (به ایتالیایی: Torre di Santa Maria) یک کومونه در ایتالیا است که در استان سوندریو واقع شده‌است. توره دی سانتا ماریا ۴۵٫۵ کیلومتر مربع مساحت و ۸۸۴ نفر جمعیت دارد.